# Tiszabábolna
Tiszabábolna ist eine ungarische Gemeinde im Kreis Mezőkövesd im Komitat Borsod-Abaúj-Zemplén.

## Geografische Lage
Tiszabábolna liegt 46 Kilometer südlich des Komitatssitzes Miskolc, 23 Kilometer südöstlich der Kreisstadt Mezőkövesd, am nördlichen rechten Ufer des Flusses Theiß, der wenige Kilometer südwestlich in den Theiß-See mündet. Nachbargemeinden sind Tiszavalk im Westen, Tiszadorogma im Osten und Tiszafüred südlich jenseits des Flusses.

## Geschichte
Im Jahr 1913 gab es in der damaligen Großgemeinde 179 Häuser und 909 Einwohner auf einer Fläche von 4092 Katastraljochen. Sie gehörte zu dieser Zeit zum Bezirk Mezőcsát im Komitat Borsod.

## Sehenswürdigkeiten
- Römisch-katholische Kirche Kisboldogasszony, erbaut 1872

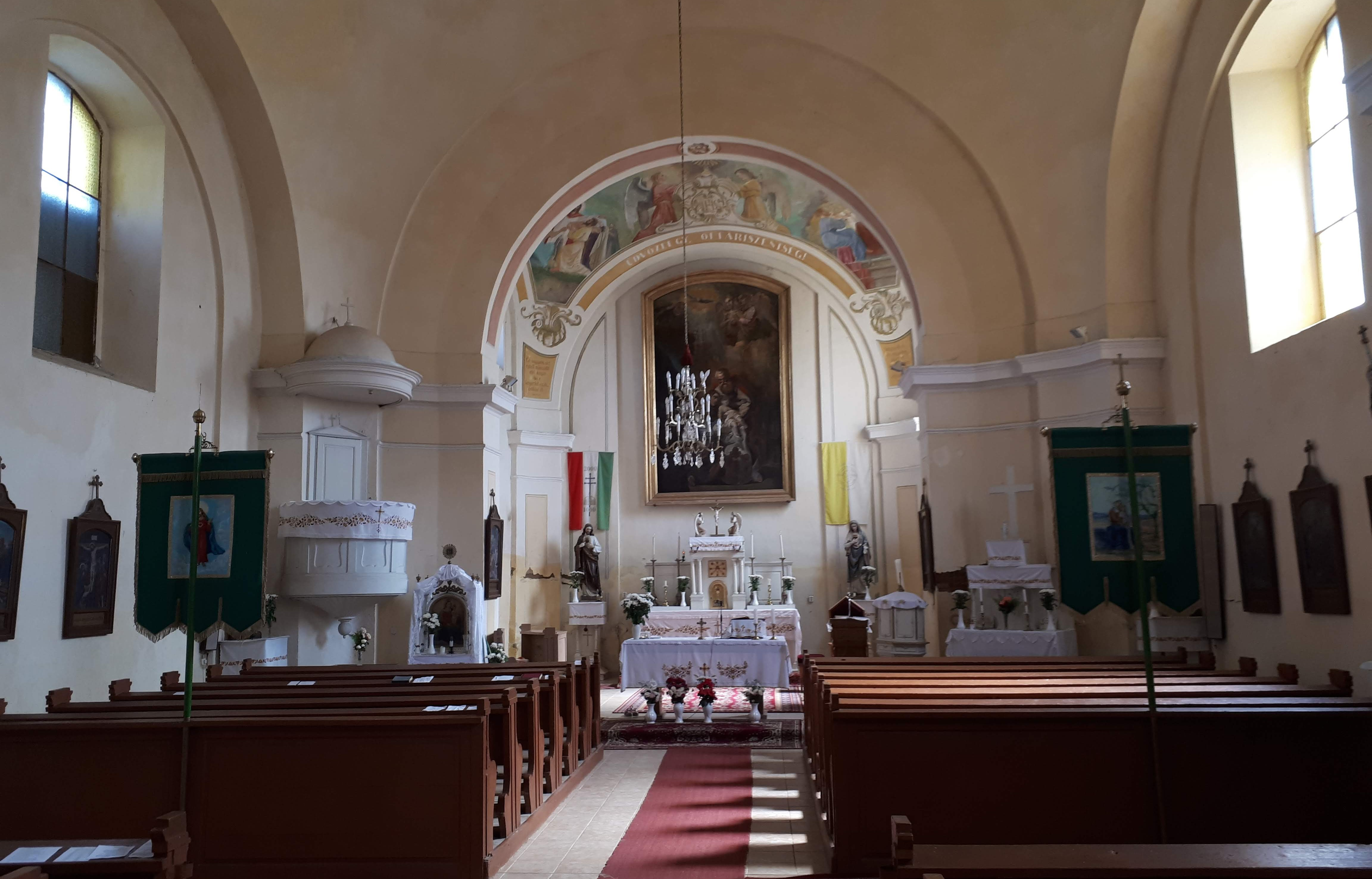
Innenraum der Kirche Kisboldogasszony

## Verkehr
Durch Tiszabábolna verläuft die Landstraße Nr. 3302. Es bestehen Busverbindungen über Tiszadorogma und Ároktő nach Mezőcsát sowie über Négyes, Borsodivánka und Egerlövő nach Mezőkövesd. Der nächstgelegene Bahnhof befindet sich südöstlich in Egyek.